# 永寧縣 (西郡)
永寧縣， 北涼（或作北魏）置，屬西郡，西魏西郡廢，永寧縣改為弱水縣，在今甘肅省山丹縣。